# Verkstadsadministrativt centrum
Verkstadsadministrativt centrum (VAC), var ett försvarsmaktsgemensamt centrum inom Försvarsmakten som verkade åren 1994–1997. Förbandsledningen var förlagd i Karlstads garnison i Karlstad.

## Historik
Verkstadsadministrativt centrum bildades den 1 juli 1994, genom att en del ur Försvarets materielverk bröts ut, och bildade en självständig stab ingående i Försvarsmakten. Verkstadsadministrativt centrum förlades till fastighetskomplexet Karolinen i Karlstad. Genom försvarsbeslutet 1996 sammanslogs Verkstadsadministrativt centrum med Arméns underhållscentrum (UhC) och FMV:s Karlstadavdelning, vilka bildade den 1 januari 1998 Försvarsmaktens underhållscentrum (FMUhC).

## Verksamhet
Verkstadsadministrativt centrum gav stabsstöd åt de olika förbanden inom Försvarsmakten, samt service till den regionala ledningen och militärområdesverkstäderna (miloverkstäderna).

## Förbandschefer
- 1994–1997: ???

## Namn, beteckning och förläggningsort
| Verkstadsadministrativt centrum | 1994-07-01 | – | 1997-12-31 |

| VAC | 1994-07-01 | – | 1997-12-31 |

| Karlstads garnison | 1994-07-01 | – | 1997-12-31 |